# Craig Robinson
Craig Phillip Robinson, més conegut com a Craig Robinson, (Chicago, Illinois, 25 d'octubre de 1971) és un actor i comediant nord-americà més conegut per interpretar el paper de Darryl Philbin a la sèrie de televisió nord-americana de la cadena NBC The Office. També és conegut per actuar en les pel·lícules Pineapple Express, Zach and Miri Make a Porno i Jacuzzi al passat.

## Filmografia

### Cinema
| Any  | Títol                                          | Paper                       | Notes | Referències |
| ---- | ---------------------------------------------- | --------------------------- | --- | ----------- |
| 2001 | AppleJax and YoYo                              | YoYo                        | Curtmetratge |             |
| 2005 | Year of the Scapegoat                          | Pappy Labourgeneaux         | Curtmetratge |             |
| 2007 | D-War                                          | Bruce                       | |             |
| 2007 | Daddy's Little Girls                           | Byron                       | Cameo |             |
| 2007 | Knocked Up                                     | Porter del club             | |             |
| 2007 | Walk Hard: The Dewey Cox Story                 | Bobby Shad                  | |             |
| 2008 | Pineapple Express                              | Matheson                    | |             |
| 2008 | Zack and Miri Make a Porno                     | Delaney                     | |             |
| 2008 | Prop 8: The Musical                            | Predicador                  | Curtmetratge |             |
| 2008 | The Frequency of Claire                        | Q-pid                       | |             |
| 2009 | Fanboys                                        | Guàrdia del ranxo Skywalker | |             |
| 2009 | Miss March                                     | Horsedick.MPEG              | |             |
| 2009 | Memphis Calling                                | Memphis                     | Curtmetratge |             |
| 2009 | Night at the Museum: Battle of the Smithsonian | Aviador Tuskegee            | Cameo |             |
| 2009 | The Goods: Live Hard, Sell Hard                | Sol·licitud de DJ           | |             |
| 2009 | Post Grad                                      | Director funerari           | |             |
| 2010 | Father of Invention                            | Jerry                       | |             |
| 2010 | Shrek, feliços per sempre...                   | Galeta                      | Veu |             |
| 2010 | Jacuzzi al passat                              | Nick Webber-Agnew           | |             |
| 2013 | Escape from Planet Earth                       | Doc                         | Veu |             |
| 2013 | Peeples                                        | Wade                        | Nominat —Teen Choice Award for Choice Movie Actor – Comedy |             |
| 2013 | This Is the End                                | ell mateix                  | MTV Movie Award for Best Musical Moment (compartit amb Jay Baruchel, Seth Rogen i els Backstreet Boys)                                                                          |             |
| 2013 | Percy Jackson: Sea of Monsters                 | George                      | Veu |             |
| 2013 | Rapture-Palooza                                | Anticrist                   | També productor executiu |             |
| 2014 | Get On Up                                      | Maceo Parker                | |             |
| 2015 | Hot Tub Time Machine 2                         | Nick Webber                 | |             |
| 2016 | Morris from America                            | Curtis Gentry               | Sundance Film Festival Dramatic Special Jury Award for Individual Performance Nominat — Gotham Award for Best Actor Nominat — Independent Spirit Award for Best Supporting Male |             |
| 2016 | Sausage Party                                  | Sr. Grits                   | Veu |             |
| 2017 | Table 19                                       | Jerry Kepp                  | |             |
| 2017 | Tragedy Girls                                  | Big Al                      | |             |
| 2017 | Austin Found                                   | Jebidiah                    | |             |
| 2018 | An Evening with Beverly Luff Linn              | Beverly Luff Linn           | |             |
| 2018 | Zeroville                                      | Lladre                      | Acabada |             |
| 2018 | Henchmen                                       | Stew                        | Veu; Post-producció |             |

### Televisió
| Any          | Títol                   | Paper                             | Notes | Referències |
| ------------ | ----------------------- | --------------------------------- | --- | ----------- |
| 2002         | Play'd: A Hip Hop Story | Cole                              | Pel·lícula de TV |             |
| 2003         | Lucky                   | Mutha Rhodes                      | 13 episodis |             |
| 2004         | The Bernie Mac Show     | Wayne                             | Episodi"Hair Jordan" |             |
| 2004         | LAX                     | Wayne                             | Episodi: "Abduction" |             |
| 2004         | Friends                 | Clerk                             | Episodi: "The One with Princess Consuela" |             |
| 2005         | Arrested Development    | Guàrdia estudi #1                 | Episodi: "Switch Hitter" |             |
| 2005         | Curb Your Enthusiasm    | Assistent #1                      | Episodi: "The End" |             |
| 2005–13      | The Office              | Darryl Philbin                    | 120 episodis Nominat —NAACP Image Award for Outstanding Supporting Actor in a Comedy Series (2011–2013) Nominat —Screen Actors Guild Award for Outstanding Performance by an Ensemble in a Comedy Series (2009–2013) |             |
| 2007         | Halfway Home            | Sr. Brown                         | Episodi: "Halfway Working" |             |
| 2009–13      | The Cleveland Show      | LeVar "Tren de mercaderies" Brown | Veu 17 episodis |             |
| 2009         | James Gunn's PG Porn    | Havana Bob                        | Episodi: "Helpful Bus" |             |
| 2009         | Reno 911!               | Levon French                      | Episodi: "Deputy Dance" |             |
| 2009, 2012   | Eastbound & Down        | Reggie Mackworthy                 | 4 episodis |             |
| 2011         | Love Bites              | Bowman                            | 2 episodis |             |
| 2013         | Kroll Show              | Varis personatges                 | Episodi: "The Greatest Hits of It" |             |
| 2014         | Comedy Bang! Bang!      | ell mateix                        | Episodi: "Craig Robinson Wears a Bordeaux Button Down & Dark Jeans" |             |
| 2014–17      | Brooklyn Nine-Nine      | Doug Judy                         | 5 episodis |             |
| 2015         | Key & Peele             | ell mateix                        | Episodi: "Super Bowl Special" |             |
| 2015         | Mr. Robinson            | Craig Robinson                    | 6 episodis; També productor |             |
| 2016         | American Dad!           | Oficial de seguretat              | Veu Episodi: "Kiss Kiss Cam Cam" |             |
| 2016         | Mr. Robot               | Ray                               | 7 episodis |             |
| 2017         | Caraoke Showdown        | ell mateix (amitrió)              | 10 episodis |             |
| 2017–present | Ghosted                 | Leroy Wright                      | També productor executiu |             |
| 2017         | Big Mouth               | Pèl púbic #2                      | Veu Episodi: "The Pornscape" |             |